# 西山村新田
西山村新田（にしやまむらしんでん）は、埼玉県さいたま市見沼区の大字。また、西山村新田から分離した、大字西山新田（にしやましんでん）に関しても当項目で扱う。郵便番号は西山村新田は337-0034、西山新田は337-0035。

## 地理
さいたま市見沼区の南部の芝川沿いの沖積平野に位置する。地区の北方には僅かな微高地も見られる。見沼田圃に位置する西山新田の耕地整理された農地の方が圧倒的に広く、その北側3ヶ所に西山村新田が飛地になって所在する。東側に山の飛地や見山、南側から西側にかけて緑区三浦、北側に御蔵や片柳と隣接する。全域が市街化調整区域である。
隣接する大字片柳には、「西山通り」や「西山」バス停など、かつての西山村の面影が今も残る。

## 歴史
もとは享保年間に見沼の干拓の際につくられた西山村（山村を二分する西側の西山分）の新田であった。西山村は1661年（寛文元年）に片柳村（現在の大字片柳西部）に編入され消滅した為、片柳村の持添新田となり新田のみが地名に残る。新田は武蔵国足立郡三沼領に属し、村高は享保16年の検地帳によると284石余。化政期の戸数は0軒で、村の規模は東西3町余、南北6町余であった。名前は同じ山村（東側の東山分である東山村）の農民が開発した持添新田である東山村新田に対する名称から。
- はじめ幕府領で以降変遷なし[5]。
- 幕末時点では足立郡西山村新田であった。明治初年の『旧高旧領取調帳』の記載によると、代官大竹左馬太郎支配所が管轄する幕府領であった[8]。
- 1868年（慶応4年）6月19日 - 幕府領が武蔵知県事・山田政則（忍藩士）の管轄となる。
- 1869年（明治2年） 
  - 1月13日 - 武蔵知県事・宮原忠英の管轄区域に大宮県を設置。県庁は東京府馬喰町に置かれる。
  - 9月29日 - 県庁が浦和に置かれ浦和県に改称。
- 1871年（明治4年）11月13日 - 第1次府県統合により埼玉県の管轄となる。
- 1879年（明治12年）3月17日 - 郡区町村編制法により成立した北足立郡に属す。郡役所は浦和宿に設置。
- 1889年（明治22年）4月1日 - 町村制施行により、片柳村・山村・東新井村・中川村・笹丸村・御蔵村・染谷村・南中野村・南中丸村・上山口新田・西山村新田・新右エ門新田・加田屋新田が合併し、新たな片柳村になり[9]、片柳村の大字西山村新田となる[5]。
- 1955年（昭和30年）1月1日 – 片柳村が指扇村・馬宮村・植水村・春岡村・七里村とともに大宮市へ編入[10]。大宮市の大字となる。
- 1977年（昭和52年）12月28日[11] - 見沼田圃を畑地化する、大浦土地改良事業の耕地整理が完了し、大字西山村新田の一部（南側）から大字西山新田が成立。その為、大字西山村新田は3つに飛地化した。
なお、改良事業は隣接する見山や、現在の緑区三浦でも行われた。
- 2001年（平成13年）5月1日 - 大宮市が、与野市、浦和市と合併しさいたま市となり、さいたま市の大字となる。
- 2003年（平成15年）4月1日 - さいたま市が政令指定都市に移行し、見沼区の大字となる。

## 世帯数と人口
2019年（平成31年）1月1日現在の世帯数と人口は以下の通りである。
| 大字       | 世帯数 | 人口 |
| ---------- | ------ | ---- |
| 西山村新田 | 26世帯 | 42人 |
| 西山新田   | 2世帯  | 4人  |
| 計         | 28世帯 | 46人 |

## 小・中学校の学区
市立小・中学校に通う場合、学区（校区）は以下の通りとなる。
| 大字       | 番地 | 小学校                 | 中学校                 |
| ---------- | ---- | ---------------------- | ---------------------- |
| 西山村新田 | 全域 | さいたま市立片柳小学校 | さいたま市立片柳中学校 |
| 西山新田   | 全域 | さいたま市立片柳小学校 | さいたま市立片柳中学校 |

## 交通
地内に鉄道は敷設されていない。最寄り駅は京浜東北線与野駅などがあるが、3 km以上の道程があり徒歩圏ではない。

### 道路
- 見山通り - 地区の東端で掠める

### バス
地区東端を通る見山通りに浦和駅東口からの国際興業バスの路線（浦08および浦08-2）が設定されているが、地区に停留所は設定されていない。最寄りの停留所は「南台」である。

## 施設
西山新田はほぼ全域が耕地整理された農地と市道で、西山村新田の一部に商業施設が一つあるのみである。
- 霊園想いでの丘（一部）